# Kulung
I Kirat Kulung sono una delle comunità indigene del Nepal, di parte del Sikkim nord-orientale e del distretto di Darjeeling in India, parlano la lingua Kulung.
In Nepal si stima vi siano circa 150.000/200.000 Kulung.
La regione etno-linguistica abitata dai Kulung è chiamata "Mahakulung" (Grande Kulung) ed è situata nel distretto Solukhumbu della zona Sagarmatha frl Nepal. Specificatamente alla valle dell'Hongu, che comprende Gudel, Chheskam, Bung, Pawai e Sotang, come i villaggi del distretto di Sankhuwasawa e le valli dei fiumi Hongu, Sangkhuwa e Siswa.
Ci sono comunità Kulung in 22 distretti del Nepal. Sebbene la maggior parte degli insediamenti sono a Solukhumbu, Sankhuwasabha, Bhojpur, Khotang, Sunsari, Morang, Jhapa, Illam, Tehrathum e Kathmandu.

## Elenco di sotto-clan
- Gankhu
- Honitti
- Rajitti
- Lowatti
- Surba
- Morokhu
- Thimra
- Chhapdulu
- Tomochha
- Hongelu
- Pidisai
- Thomros
- Mantherbu
- Torgno
- Barsi
- Ringalu
- Hodibu
- Mumho
- Rinho
- Dawar
- Tomochha
- Himar
- Walakham
- Harimbu
- Shripos
- Thimra
- Moromul
- Mopocho